# Adelquis de Benevento

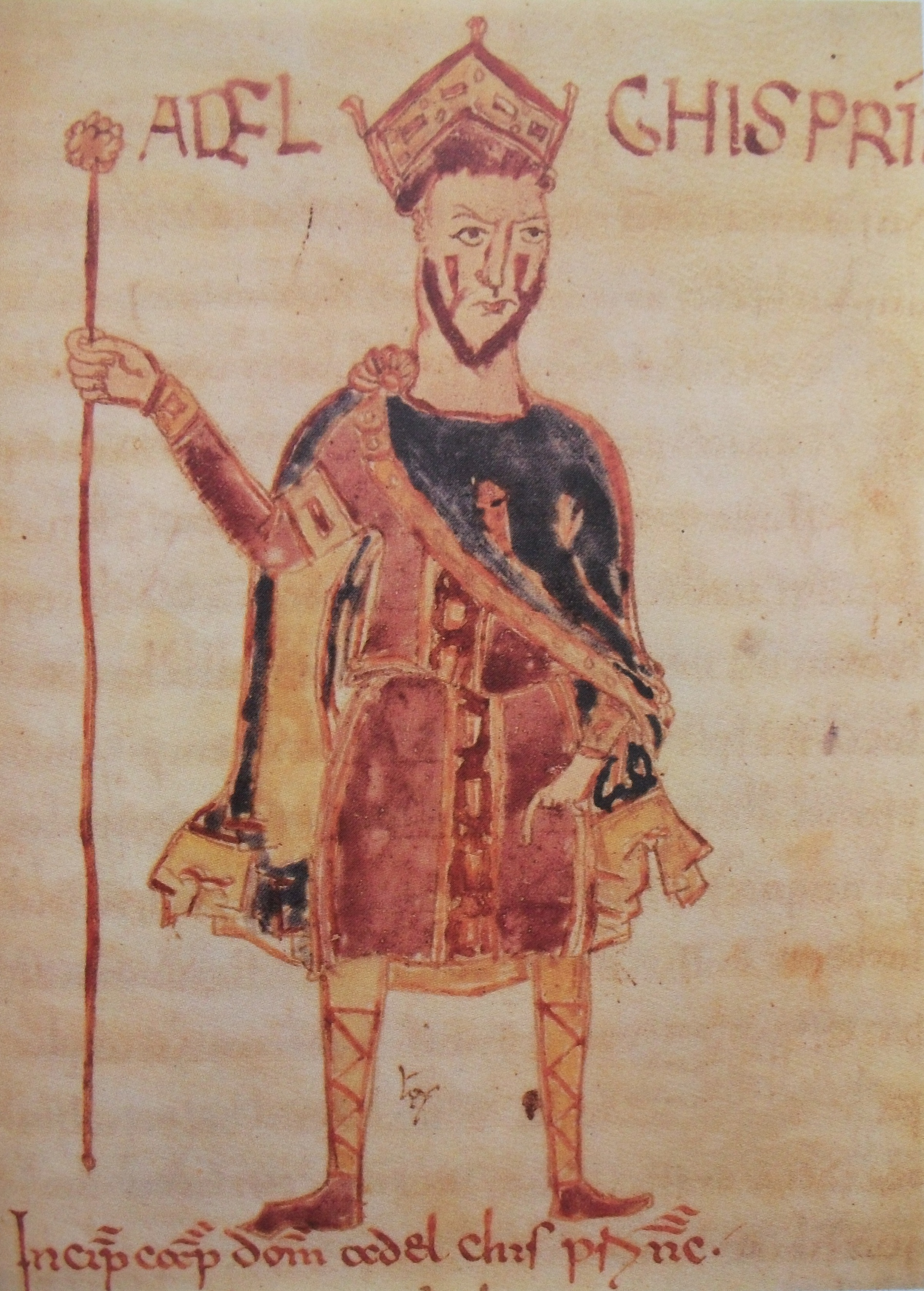
Adelquis, do Codex legum Langobardorum do século 11

Adelquis (em latim: Adelchis; m. maio de 878) era filho de Radelquis I, Príncipe de Benevento, e sucessor de seu irmão Radelgar em 854.

## Carreira
Foi dado a Adelquis preservar o antigo principado e sua independência em face dos repetidos ataques dos sarracenos do sul, do imperador Luís II do norte e da Langobárdia bizantina do leste. No início, ele não teve sucesso em suas guerras com os muçulmanos. Ele foi derrotado em Bari em 860 e forçado a fazer uma trégua com o emir e pagar um tributo. Em empreendimentos subsequentes, ele foi forçado a pedir a ajuda do imperador. Em 866, o imperador derrotou os sarracenos e, em 871, a própria Bari caiu. Luís então tentou estabelecer um controle maior sobre todo o sul, guarnecendo suas tropas nas fortalezas de Benevento.
A resposta de Adelquis a essa ação foi aprisionar e roubar o imperador enquanto ele estava hospedado no palácio principesco de Benevento em agosto - uma traição lamentada em um poema contemporâneo, o Rythmus de captivitate Ludovici imperatoris. Um mês depois, os sarracenos desembarcaram com uma nova força invasiva e Adelquis libertou Luís para liderar os exércitos contra ela. Adelquis forçou Luís a jurar nunca mais entrar em Benevento com um exército ou se vingar de sua detenção. Luís foi para Roma em 872 e foi liberado de seu juramento pelo papa Adriano II em 28 de maio. Ele tentou punir Adelquis, mas não teve muito sucesso. Adelquis voltou-se para os bizantinos. Ele foi assassinado em maio de 878.
Ele foi notavelmente o último governante lombardo a revisar o Edictum Rothari.
A filha de Adelquis era Ageltruda, esposa de Guido III de Espoleto.